# Парсонс, Джонни (младший)
Джонни Парсонс (англ. Johnny Parsons, род. 26 августа 1944, Лос-Анджелес) — американский автогонщик.
Парсонс — сын победителя Инди-500 1950 года Джонни Парсонса-старшего (англ. Johnnie Parsons). После того, как его родители развелись, Джонни жил с матерью, её вторым мужем Дуэйном Картером и их сыновьями Даной и Панчо. Дуэйн и Панчо были также известными автогонщиками.
Парсонс в 1969—1996 предпринял 24 попытки выйти на старт Инди-500. Из 12 успешных попыток лучшими были в 1977 и 1985 годах — 5 место. В 1977 году он занял второе место в чемпионате USAC.